# Perdita rufiventris
Perdita rufiventris är en biart som först beskrevs av Heinrich Friese 1917.  Perdita rufiventris ingår i släktet Perdita och familjen grävbin. Inga underarter finns listade i Catalogue of Life.